# Michael Steele (cantante)
Susan Nancy Thomas (Pasadena, California, 2 de junio de 1955), conocida artísticamente como Michael “Micki” Steele, es una bajista, guitarrista, compositora y cantante estadounidense. Fue miembro de The Bangles y de The Runaways, además de participar en otras bandas, como Slow Children, Elton Duck, The Apaches of Paris, Toni & The Movers, Nadia Kapiche, Eyesore y Crash Wisdom.

## Carrera

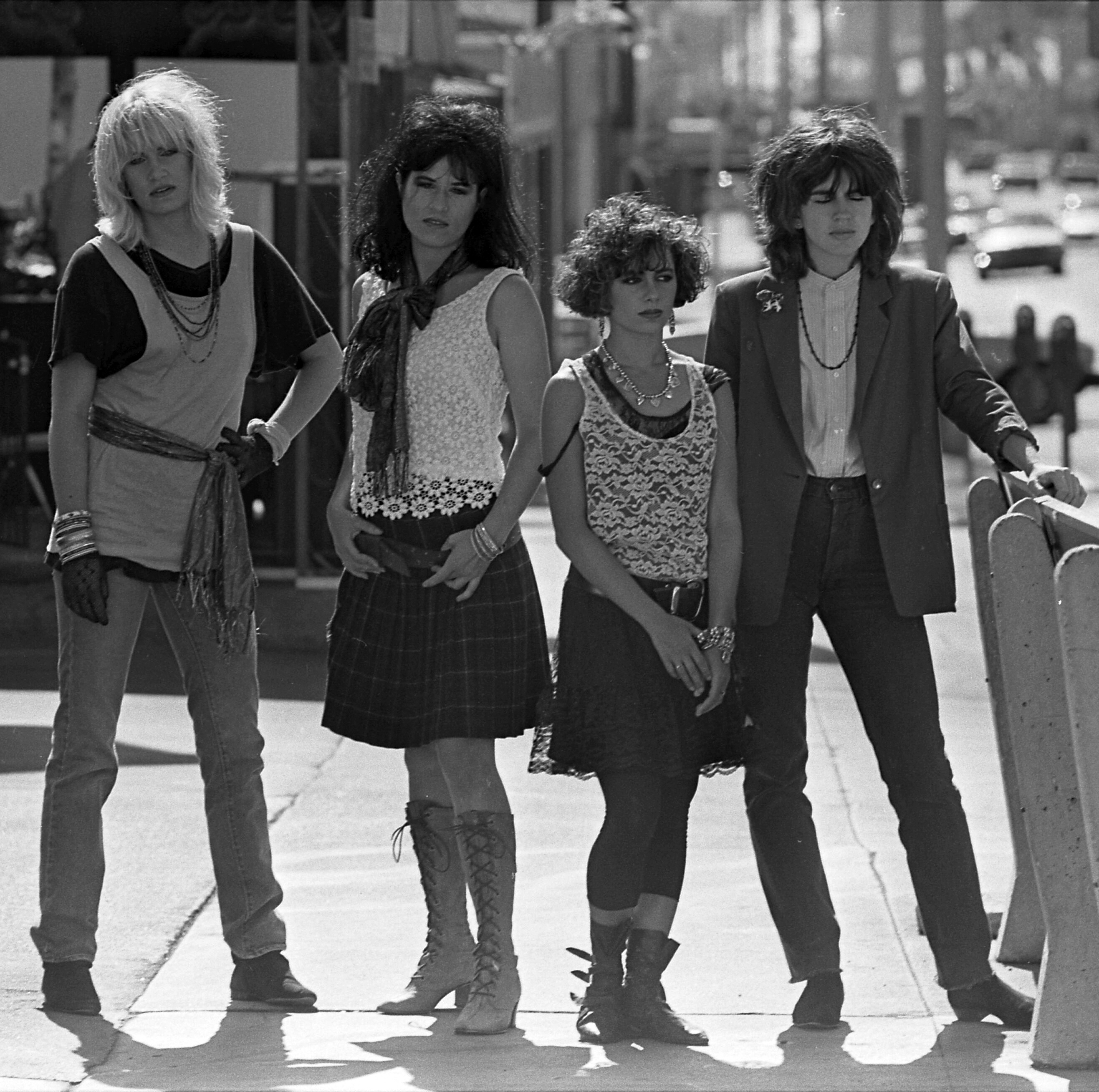
Grupo musical "The Bangles"

Miembro original de la banda femenina de adolescentes The Runaways, Michael deja este grupo en 1975.En 1983 se unió a The Bangles. Michael disfrutó el éxito en las listas y la fama mundial de The Bangles hasta la separación de la banda en 1989. A mediados de 1999, The Bangles se reúnen nuevamente para la grabación del tema "Get The Girl" de la película Austin Powers: The Spy Who Shagged Me, y ya en el 2000 hacen oficial su regreso, haciendo varios conciertos y trabajando en nuevo material, que reunidos en el CD Doll Revolution lanzan en 2003, presentándolo en conciertos en Europa y Estados Unidos. Hacia el año 2005, Steele opta por dejar la banda, y, por ahora, disfruta su vida privada asentada en el norte de California.

## Discografía

### con The Runaways
- 1976: Born To Be Bad[3]

### con The Bangles
- 1984: All Over the Place[4]
- 1986: Different Light[1]
- 1988: Everything[5]
- 1990: Greatest Hits[6]
- 2003: Doll Revolution[7]